# Maja e Jezercës
Maja e Jezercës ( v překladu z albánštiny Hora Jezerce, srbsky Jezerski vrh) je nejvyšší hora pohoří Prokletije i celých Dinárských Alp. Dosahuje výšky 2694 m n. m. Jedná se o skalnatý vrchol tvořený dolomitickými vápenci. V období starších čtvrtohor bylo celé pohoří intenzivně zaledněno, což výrazně ovlivnilo tvářnost hory. Úbočí jsou tvořena karovými stěnami, pod severním úbočím je několik ledovcových jezer. Od nich také pochází název hory v srbštině - Jezerski vrh. Dnes už je pohoří zcela odledněno, je zde pouze několik malých sněžníků. Oblast patří ke srážkově nejbohatším v Evropě, a proto zde v zimě bývá vysoká sněhová pokrývka a četné laviny.

## První výstup

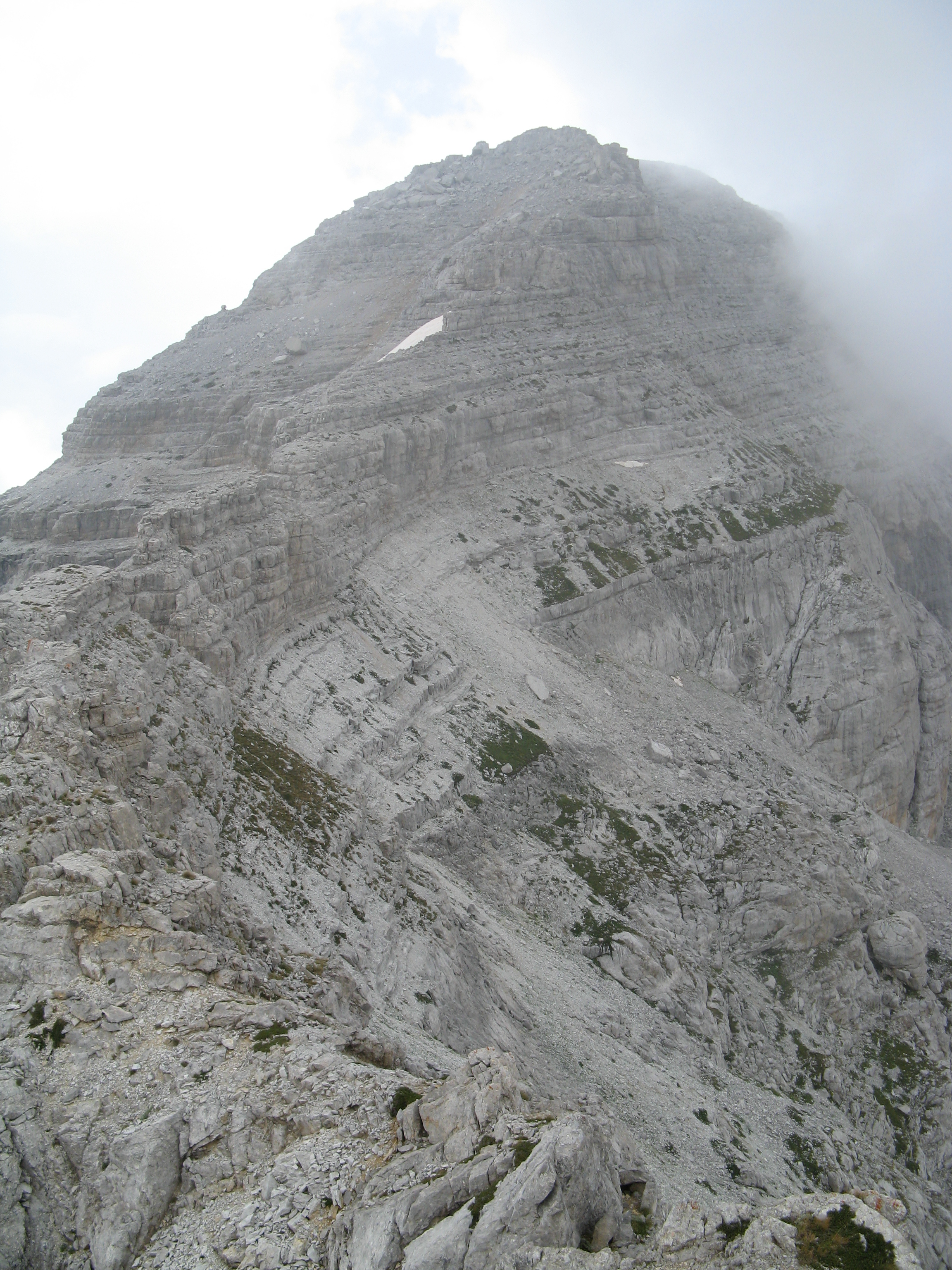
Vrchol Maja e Jezercës

Ještě na počátku 20. století byla za nejvyšší vrchol Prokletje (albánsky Bjeshkët e Nemuna) považována hora Shqelzen (Maja Shqelzen, 2400 m n. m.). Teprve až maďarský geolog F. Nopcsa, který v roce 1905 navštívil centrální část pohoří Prokletje, vyslovil názor, že nejvyšším vrcholem oblasti je Jezercë, ležící mezi průsmyky Qafa Pejes a Shtegu Denvet severně od vrcholu Radohima (albánsky Maja e Radohimës, 2568 m n. m.). Měření, které F. Nopsca provedl v roce 1907 tuto domněnku potvrdilo.
Prvním, kdo vystoupil na vrchol a zanechal tam viditelné stopy, byli italští zeměměřiči v roce 1929. Když následně vystoupili na vrchol 26. července 1929 britští horolezci C. M. Sleeman, W. T. Elmslie a L. A. Ellwood, nalezli zde nedávno vybudovanou mohylu.

## Přístup
Na vrchol Maja e Jazercës lze vystoupit buď z jihovýchodu od vesnice Theti nebo ze severu, z Černé Hory kolem jezer ležících pod Maja e Jezercës. Výstupové cesty jsou technicky nenáročné, místy však poměrně exponované. Jsou řídce značeny červenými značkami či kamennými mužiky.

## Příroda
Samotná hora Jezercë se nevyznačuje mimořádným bohatstvím rostlinných a živočišných druhů - na rozdíl od celého pohoří Prokletje, kde se vyskytuje například na 2000 druhů rostlin, z nichž jsou více než dvě desítky endemické. Jedná se také o nejbohatší oblast z celé Evropy, pokud jde o počet druhů zde žijících motýlů. Existují proto snahy vytvořit přeshraniční národní park a zařadit pohoří Prokletje na seznam Světového přírodního dědictví UNESCO. Jižně od Jezercë se rozkládá Národní park Theth a východně pak Národní park Údolí Valbony.